# Hemaris thysbe
Hemaris thysbe är en fjärilsart som beskrevs av Johan Christian Fabricius 1775. Hemaris thysbe ingår i släktet Hemaris och familjen svärmare, Sphingidae. Inga underarter finns listade i Catalogue of Life.

## Bildgalleri

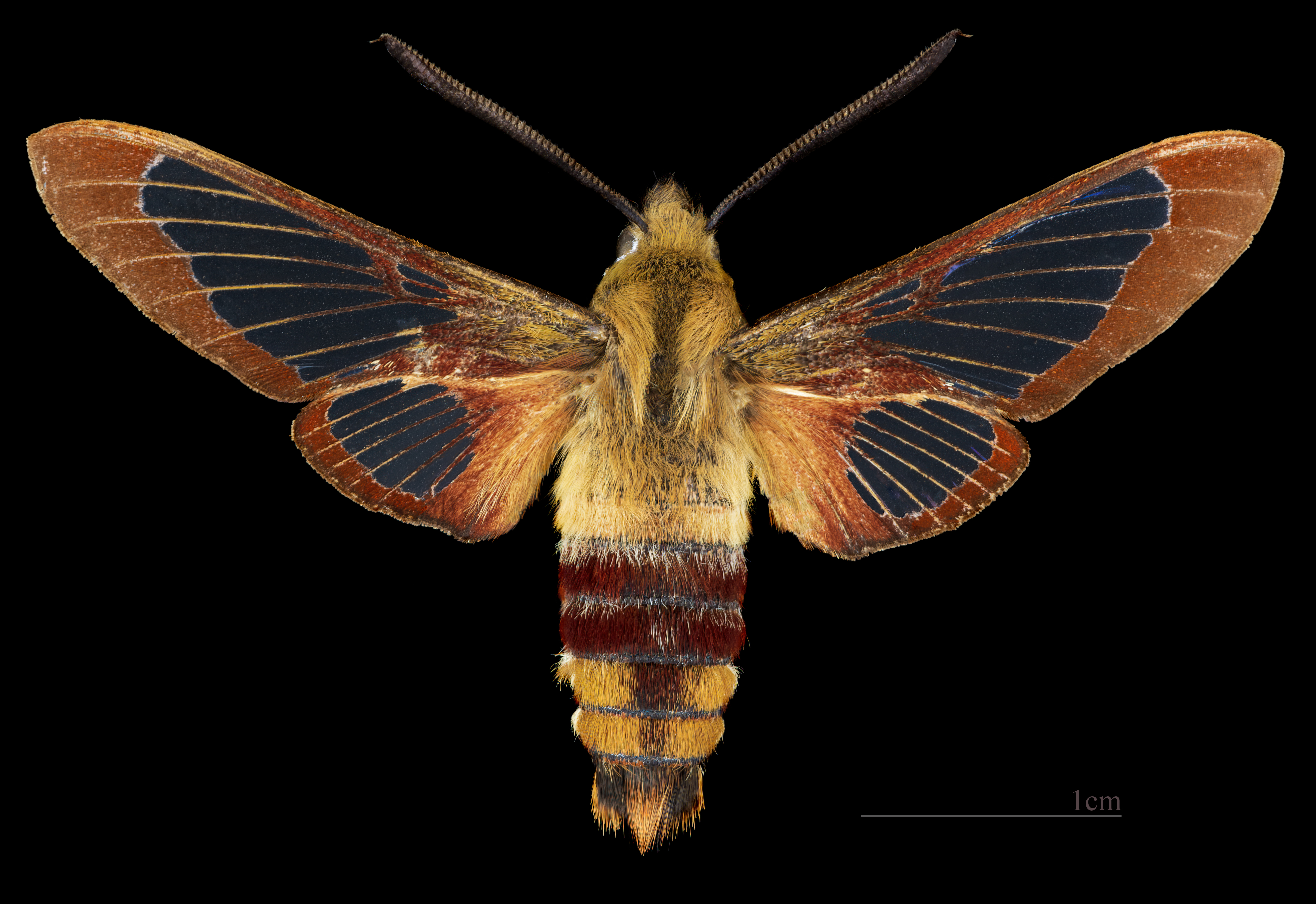
Preparerad (uppnålad) imago fjäril hane
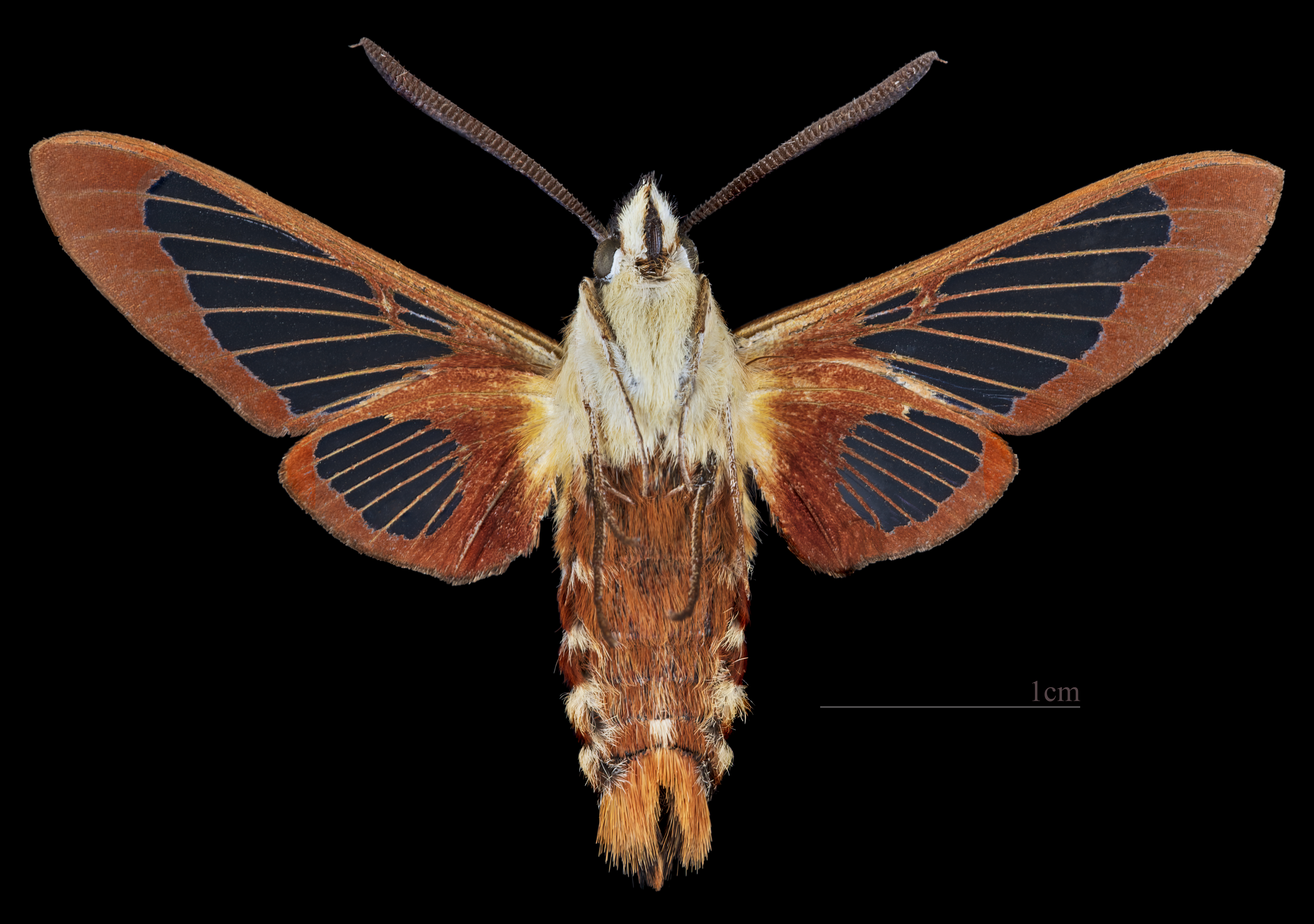
Preparerad (uppnålad) imago fjäril hane, undersida
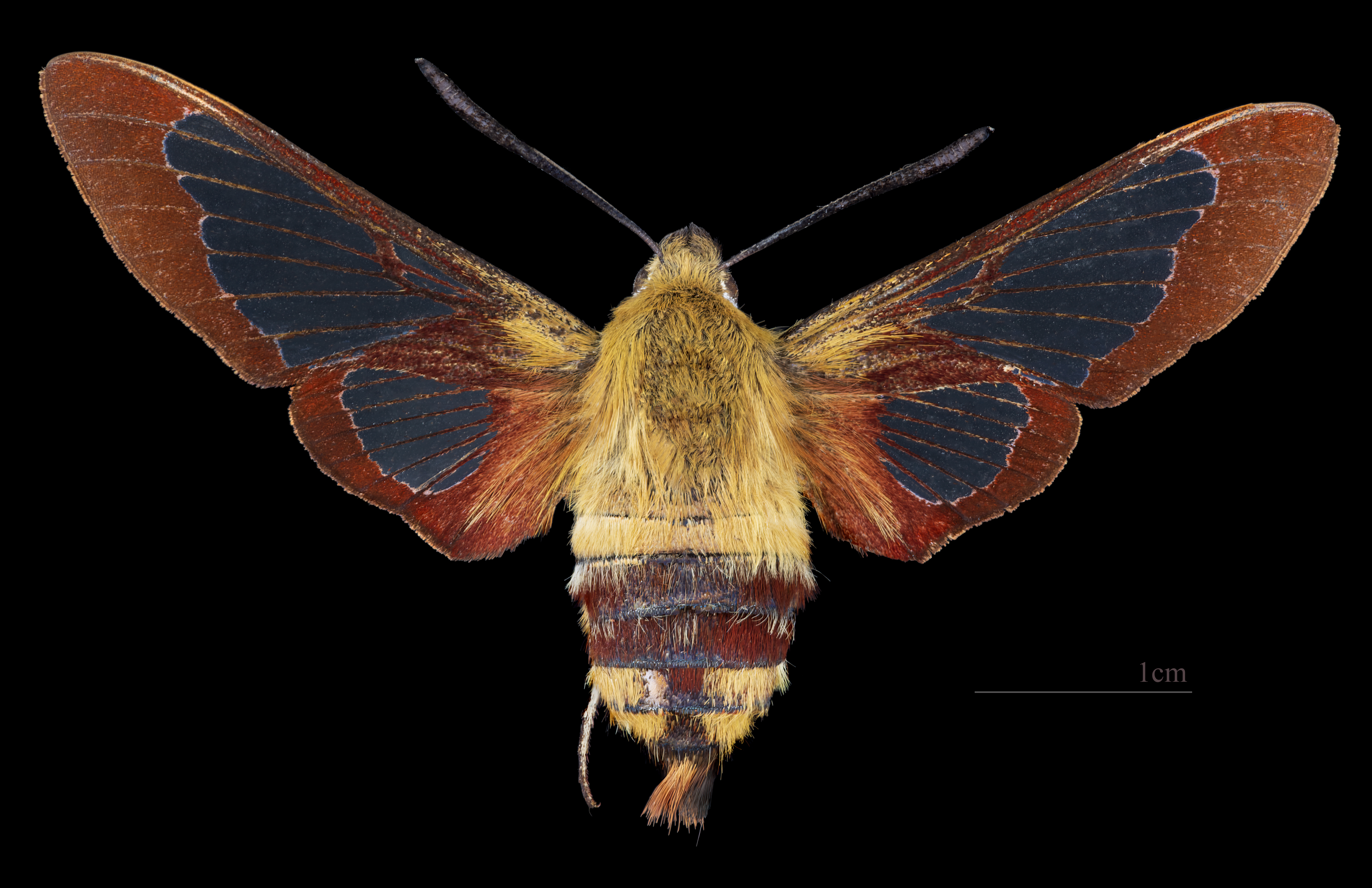
Preparerad (uppnålad) imago fjäril hona
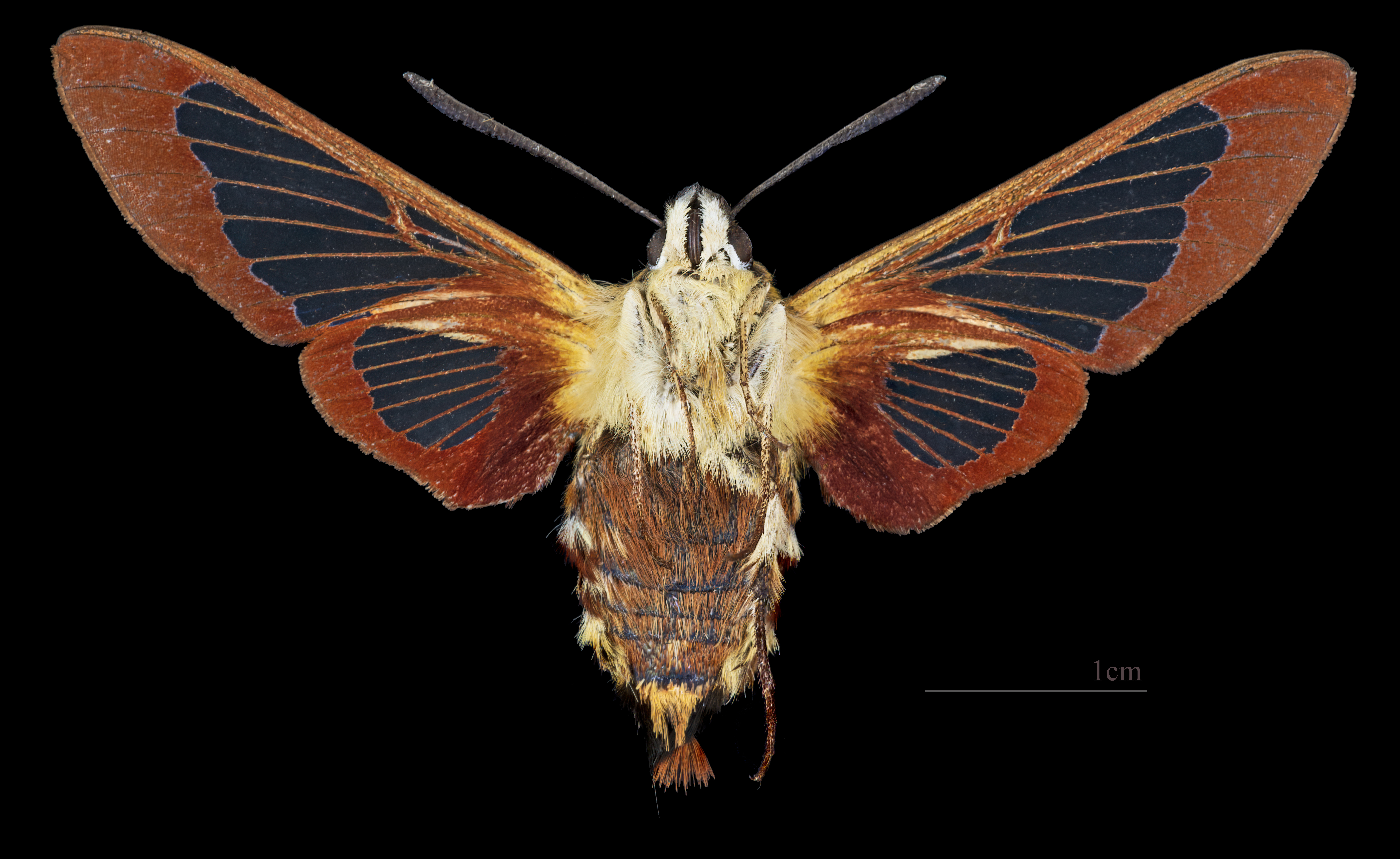
Preparerad (uppnålad) imago fjäril hona, undersida
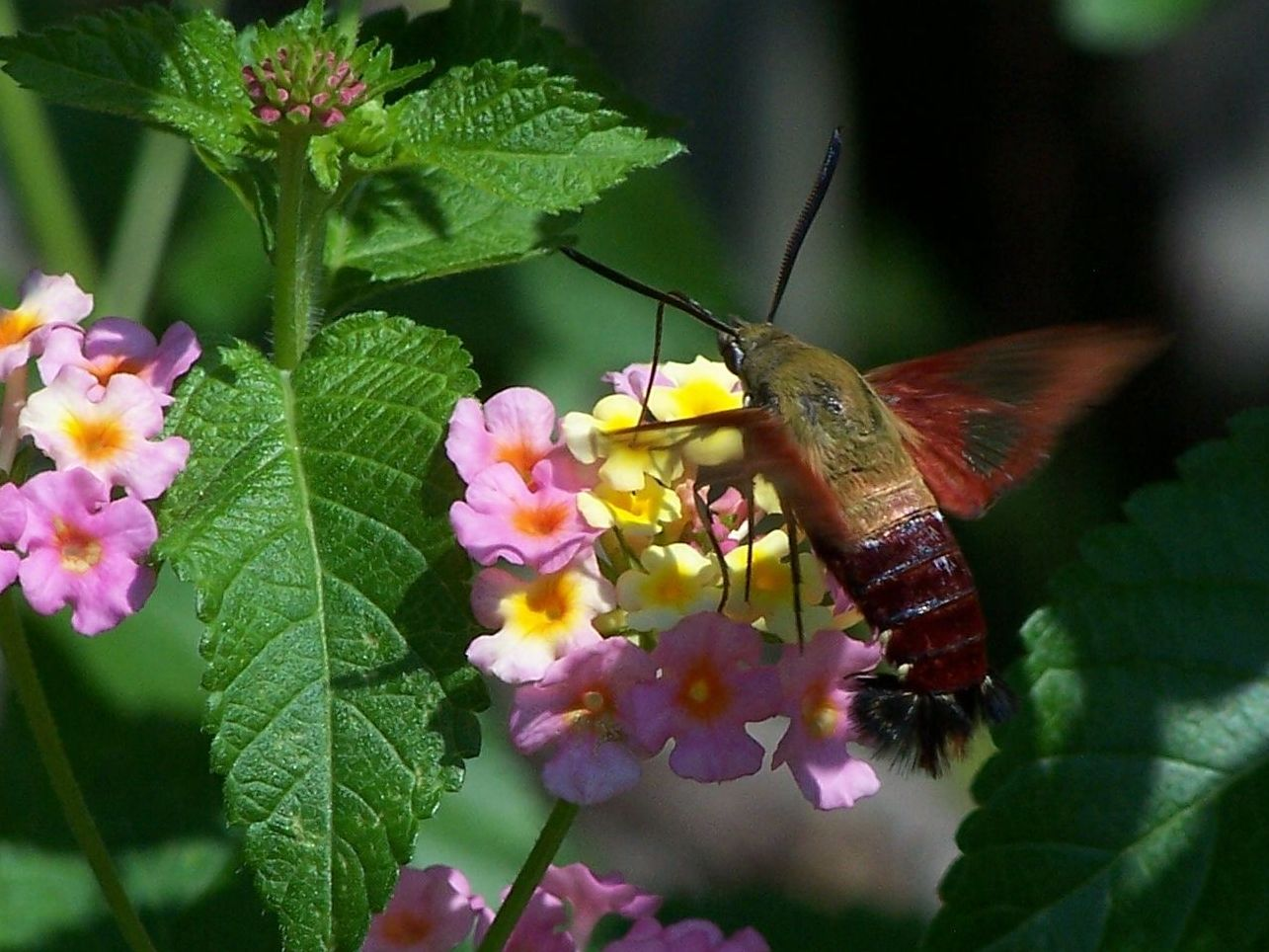
Blombesök av imago